# Акунаак
Акунаак или Акуннаак (на датски: Akunaaq е селище в община Каасуицуп в западна Гренландия. Акунаак е разположен на малкия остров Акуннаап Нуннаа, който остои на 23km от петия по големина гренландски град Аасиаат. Площта на Акуннаап Нуннаа е около 11km². Към 2010 селището е с население от 101 души. Повечето жители на Акунаак се занимават с лов и риболов или работят в местната фабрика за риба. Селището е създадено през 1850 година. За двадесет години населението на Акунаак се стопило почти на половина.
През зимата и пролетта до Акунаак може да се достигне само по въздушен път. Еър Грийнланд осъществява редовни полети с хеликоптер от Аасиаат то Акунаак и обратно. През лятото и есента до остров Акуннаап Нуннаа се стига по вода чрез някой от фериботите на превозвача Дисколайн.